# Susanna Foster
Suzanne DeLee Flanders Larson, conhecida como Susanna Foster (Chicago, 6 de dezembro de 1924 - Englewood, 17 de janeiro de 2009) foi uma atriz de cinema norte-americana mais conhecida por seu papel principal como Christine DuBois na versão cinematográfica de 1943 de O Fantasma da Ópera.